# Jack Horner (Paläontologe)

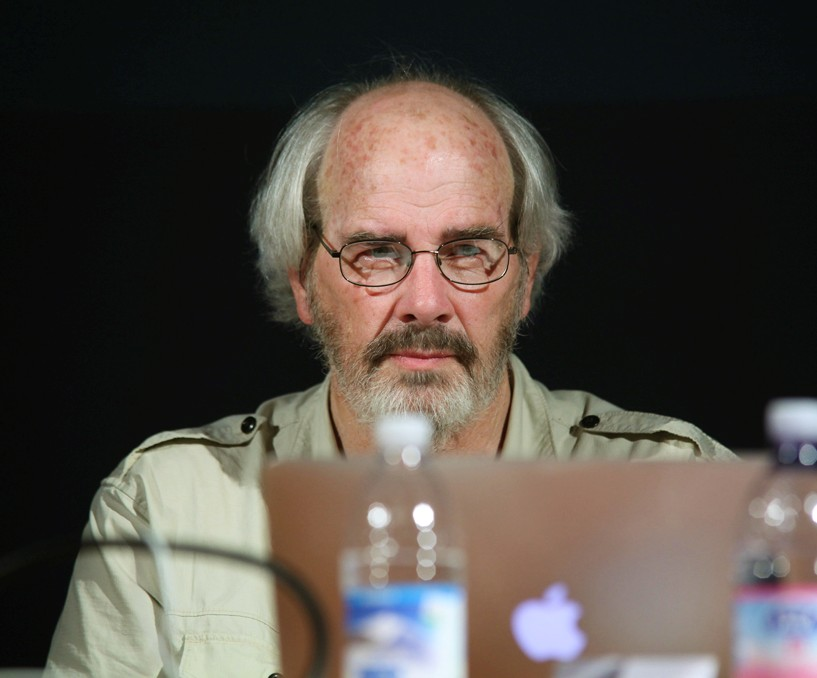
Jack Horner

John Robert „Jack“ Horner (* 15. Juni 1946 in Shelby, Montana) ist ein US-amerikanischer Paläontologe. Bekannt wurde er vor allem durch den Nachweis eines familiären Zusammenhalts bei manchen Dinosaurier-Spezies und für seine Arbeit als wissenschaftlicher Berater der Jurassic-Park-Filme.

## Biografie
Horner, einer von zwei Söhnen von John Henry Horner und seiner Frau Miriam Whitted Stith, wuchs in seinem Geburtsort Shelby im US-Bundesstaat Montana auf, wo sein Vater Kiesgewinnung betrieb. Mit acht Jahren fand er seinen ersten Dinosaurierknochen. Er besuchte ab 1964 die University of Montana, an der er vor allem Geologie und Zoologie studierte (mit dem Ziel Paläontologe zu werden). Während des Vietnam-Krieges wurde er 1965 eingezogen und diente bis 1968 im United States Marine Corps (Special Forces) in Vietnam. Danach kehrte er an die University of Montana zurück, machte aber aufgrund schlechter Noten nie einen Abschluss, was Horner später auf eine Legasthenie zurückführte, die bei ihm in Princeton diagnostiziert wurde. 1973 übernahm er vorübergehend mit seinem Bruder das Kiesgeschäft von seinem Vater, grub in seiner Freizeit nach Dinosauriern, bewarb sich jedoch auch an Museen und trat 1975 seine erste Stelle als Techniker im Museum of Natural History der Princeton University an (er hatte auch Angebote vom Royal Ontario Museum in Kanada und dem Los Angeles County Museum), unter dem Leiter Donald Baird. Zwei Jahre später war er Forschungsassistent. 1979 erlangte er durch die Entdeckung eines Dinosauriernestes mit Jungtieren Aufmerksamkeit und ab 1982 war er Kurator am Museum of the Rockies und Adjunct Professor in der Fakultät für Geologie.
1986 erhielt er für seine herausragenden Leistungen im Bereich der Paläontologie den Ehrendoktortitel der University of Montana und im selben Jahr die prestigeträchtige MacArthur Fellowship. 2013 erhielt er für sein Lebenswerk die Romer-Simpson-Medaille.
Horner hat mehr als hundert wissenschaftliche Texte und Artikel und sechs Bücher veröffentlicht. Er ist inzwischen Kurator der paläontologischen Abteilung des Museum of the Rockies und unterrichtet an der Montana State University in Bozeman.
Er war zweimal verheiratet und hat einen Sohn.

### Jurassic Park
Jack Horner ist außerhalb der Fachwelt wohl vor allem für seine Mitarbeit an Steven Spielbergs Saurierthriller Jurassic Park bekannt. Er fungierte beim ersten Film von 1993 sowie bei den zwei Folgefilmen als wissenschaftlicher Berater, der die Ideen der Drehbuchautoren auf ihren Realitätsgehalt prüfte und Aussehen und Verhalten der Film-Dinos maßgeblich mitbestimmte. Es gab vereinzelt Kritik, die Saurier seien falsch dargestellt oder würden sich atypisch verhalten; dies war jedoch großteils auf erzählerische Freiheiten zurückzuführen, die sich die Filmemacher aus Gründen der Dramatik nahmen. Horner brachte in die Entwicklung der Filme auch neue Theorien ein, so etwa die dem allgemeinen Bild widersprechende Theorie, dass Tyrannosaurus rex wohl eher ein Aasfresser als ein Räuber war. Der aus Michael Crichtons Buchvorlage übernommene Charakter des Alan Grant wurde im Laufe der Dreharbeiten ebenfalls mit einigen Zügen Horners versehen.

## Theorien und Entdeckungen

### Dino-Familien
1978 entdeckten Horner und sein Kollege Bob Makela den versteinerten Nistplatz einer bis dahin unbekannten Dinosaurier-Spezies, die sie Maiasaura tauften. In den Nestern fanden sich zahlreiche fossile Eier und das erste weltweit entdeckte Dino-Embryo. Das nahe Beieinander der Nester und die Anwesenheit zahlreicher erwachsener Tiere ließ Horners Theorie reifen, dass einige Saurier durchaus ein ausgeprägtes Sozial- und Familienleben hatten. Durch diese neue Idee etablierte er sich als Wissenschaftler und wurde fortan weithin anerkannt.

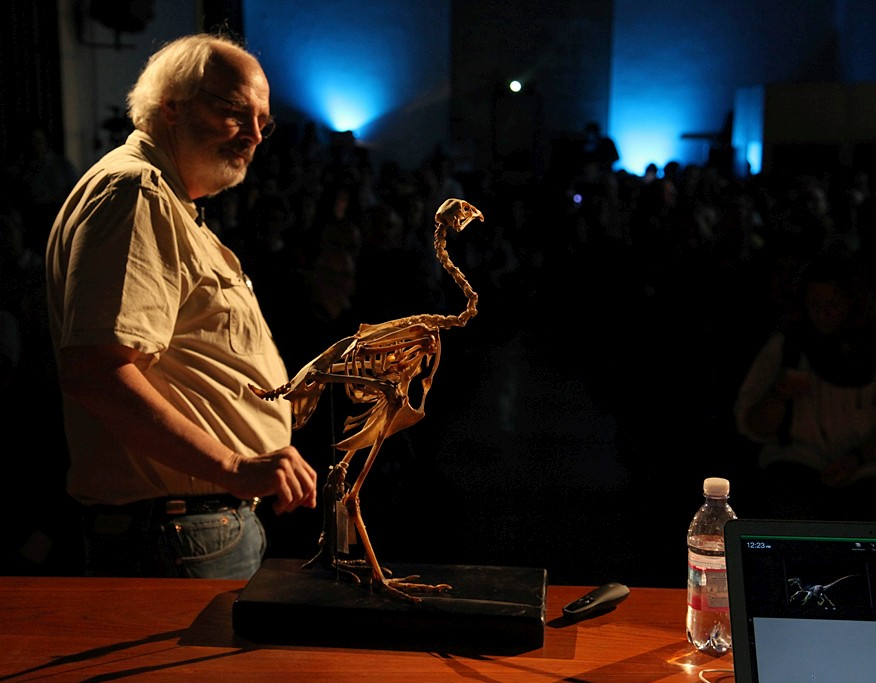
Horner mit einem Vogelskelett

Auf das Nest kam er, als er 1978 in einem Mineralien- und Fossilienladen in Montana auf Knochen von Baby-Dinosauriern stieß und vom Besitzer auf den Fundplatz hingewiesen wurde, wo er ein ganzes Nest und später Kolonien von Nestern fand, so dass der Platz Egg Mountain getauft wurde (bei Choteau in Montana).

### Aasfresser T-Rex und Funde von T-Rex
Horner ist ein bekennender Verfechter der heftig diskutierten These, dass der Tyrannosaurus rex, der seit vielen Jahrzehnten in Fach- und Laienwelt als der Inbegriff aller „Tötungsmaschinen“ in der Erdgeschichte gilt, ein Aasfresser war. Die Einstellung, den T-Rex als Jäger zu sehen, geht auf seinen ersten Fund durch Barnum Brown im Jahre 1902 in Hell Creek (USA) zurück. Gemäß dem damaligen Wissensstand über Reptilien wurde der T-Rex, der sehr unvollständig war, aufgestellt. Die Körperhaltung war nicht natürlich, sondern sollte eher sehr grausam und effektvoll wirken. Horner geht aber davon aus, dass der T-Rex in Wahrheit ein langsamer Aasfresser war, der seine Größe und Kraft vor allem dazu einsetzte, kleineren Jägern ihre Beute abzunehmen. Er stützt dies darauf, dass es dem Riesen an der Agilität tatsächlicher Jäger wie des Velociraptor mangelte und er statt mit Reiß- vielmehr mit Brechzähnen ausgestattet war, mit denen er nicht gut töten, aber eine bereits tote Beute gut zerlegen konnte. Auch sieht Horner das offenbar aufs Riechen spezialisierte Gehirn des Sauriers als typisches Aasfresser-Merkmal. Durch eine Computertomographie einer versteinerten Hirnschale konnte gezeigt werden, dass das Sehzentrum relativ schlecht ausgebildet war und damit nächtliches Jagen, sowie in der Morgen- und Dämmerungsphase fast unmöglich machte. Das Riechzentrum dagegen war sehr stark entwickelt und von den Proportionen vergleichbar mit denen eines Truthahngeiers. Dieser kann noch aus 40 km Entfernung Aas durch sein stark ausgeprägtes Jacobsonsches Organ riechen. Zudem glaubt Horner, dass der T-Rex ein Rudeltier war.
Seine Funde von fünf T. Rex Exemplaren 2000 im Fort Peck Reservoir der Hell-Creek-Formation der Oberkreide in Montana – davon ein Exemplar, C. rex, eines der größten jemals gefundenen Exemplare, größer als Sue – trugen dazu bei, die Sammlung des Museum of the Rockies auf diesem Gebiet zu einer der größten der Welt zu machen.

### Juvenile Stadien von Dinosauriern
Horner fand und untersuchte mehrere Schädel von Jungtieren von Triceratops und stellte fest, dass die Hörner anfangs nach hinten gerichtet waren und erst später nach vorne wiesen. Auch die Form des Nackenschildes änderte sich stark, wobei kleine Höcker am Rand sich bei den älteren Exemplaren zurückbildeten. Er vertritt die Auffassung, dass Rillen in den Nackenschilden Hinweise auf eine Keratin-Beschichtung der Schilde sind und aus dem Vergleich mit Vögeln vermutet er, dass die Schilde bei Männchen bunt gefärbt waren und Nackenschild und Hörner vor allem Weibchen bei Paarungsritualen beeindrucken sollten. 2010 veröffentlichte er mit John Scanella eine Arbeit, in der er Torosaurus und Triceratops für verschiedene Entwicklungsstadien derselben Art hält, wobei Torosaurus einem adulten Triceratops entspricht.
Er nimmt an, dass sich auch bei anderen Dinosauriern starke Unterschiede zwischen juvenilen und ausgewachsenen Exemplaren finden, und dass das die Anzahl der Dinosaurierarten erheblich reduzieren wird. Beispielsweise hält er mit Mark Goodwin Pachycephalosaurus, Stygimoloch und Dracorex für verschiedene Entwicklungsstadien derselben Art.

### Benennungen, Dedikationsnamen
Horner benannte eine ganze Reihe von Saurier-Arten, darunter die Maiasaura. Die Spezies Achelosaurus horneri (Scott Sampson 1995, der Holotyp-Schädel wurde 1987 von Horner entdeckt) und Anasazisaurus horneri sind wiederum nach ihm benannt.

### Wiedererschaffung von Dinosauriern durch genetische Manipulation von Vögeln
Horner beschrieb in einem 2009 erschienenen Buch (deutsch: Evolution rückwärts – Auf den Spuren des Dinosauriers im Huhn, Spektrum Akademischer Verlag, 2010) die Möglichkeit, durch genetische Manipulation von Vögeln typische Dinosauriermerkmale auszubilden, zunächst ein längerer Schwanz, Zähne im Schnabel und dreifingrige Vordergliedmaßen. Alle diese Merkmale wurden auch in frühen Stadien der Embryoentwicklung von Vögeln beobachtet und Horner hält eine Realisierung in naher Zukunft für realistisch und arbeitet daran (2011) in Zusammenarbeit mit Genetikern.
Horner veröffentlichte ab 1997 zusammen mit seiner Doktorandin Mary Higby Schweitzer über Reste von Proteinen und Zellen in T. rex Fossilien.

## Schriften
- mit Edwin Dobb Dinosaur Lives: Unearthing an Evolutionary Saga, New York City: HarperCollins 1997
- mit Don Lessem The complete T. Rex, Simon and Schuster 1993
- mit Don Lessem Digging up Tyrannosaurus Rex, New York: Crown 1992
- mit James Gorman Digging Dinosaurs, New York: Workman 1988
- mit James Gorman Hunting Dinosaurs New York: Workman Pub. 1990
- Dinosaur reproduction and parenting, Annual Review of Earth and Planetary Science 28, 2000, 19–45
- The nesting behavior of dinosaurs, Scientific American, Band 250, 1984, S. 130–137
- mit Kevin Padian, A. de Ricqles How dinosaurs grew so large and so small, Scientific American, 293, 2004, Heft 4, 32–39.
- mit James Gorman How to build a dinosaur : extinction doesn’t have to be forever, New York: Dutton 2009
- Dinosaurs under the Big Sky, Missoula, Montana 2001
- mit James Gorman Maia. A Dinosaur grows up, Museum of the Rockies 1985 (Kinderbuch)
- Herausgeber mit K. Carpenter, K. F. Hirsch Dinosaur eggs and babies, Cambridge University Press 1994
- Steak knives, beady eyes, and tiny little arms (A portrait of T-rex as a scavenger), in G. D. Rosenberg, D. L. Wolberg (Herausgeber): Dino Fest, The Paleontological Society, Special Publication No. 7, 1994, S. 157–164
- Artikel Egg Mountain, Behaviour, Yale Peabody Museum in J. Currie, K. Padian (Herausgeber) Encyclopedia of Dinosaurs, Academic Press 1997
- Evolution rückwärts: Auf den Spuren des Dinosauriers im Huhn, Spektrum Akademischer Verlag, 2010, mit James Gorman